# Bradley Gamble
Bradley David Gamble (sinh ngày 4 tháng 2 năm 1975) là một cựu cầu thủ bóng đá người Anh thi đấu ở vị trí tiền đạo ở Football League cho Leyton Orient và ở bóng đá non-league cho Welling United.